# Sněmovní
Sněmovní ulice na Malé Straně v Praze spojuje ulici Thunovskou s ulicí U Zlaté studně a Valdštejnským náměstím. Má tu sídlo Poslanecká sněmovna Parlamentu České republiky (Thunovský palác) a další významné instituce.
V severní části ulice je trojúhelníkový plácek neoficiálně nazývaný Pětikostelní náměstí, na kterém se nachází památník justičně zavražděné poslankyně Milady Horákové v podobě soudního řečnického pultíku s mikrofonem, na kterém sedí skřivan jako symbol svobody, od sochaře Josefa Faltuse z roku 2015.

## Historie a názvy

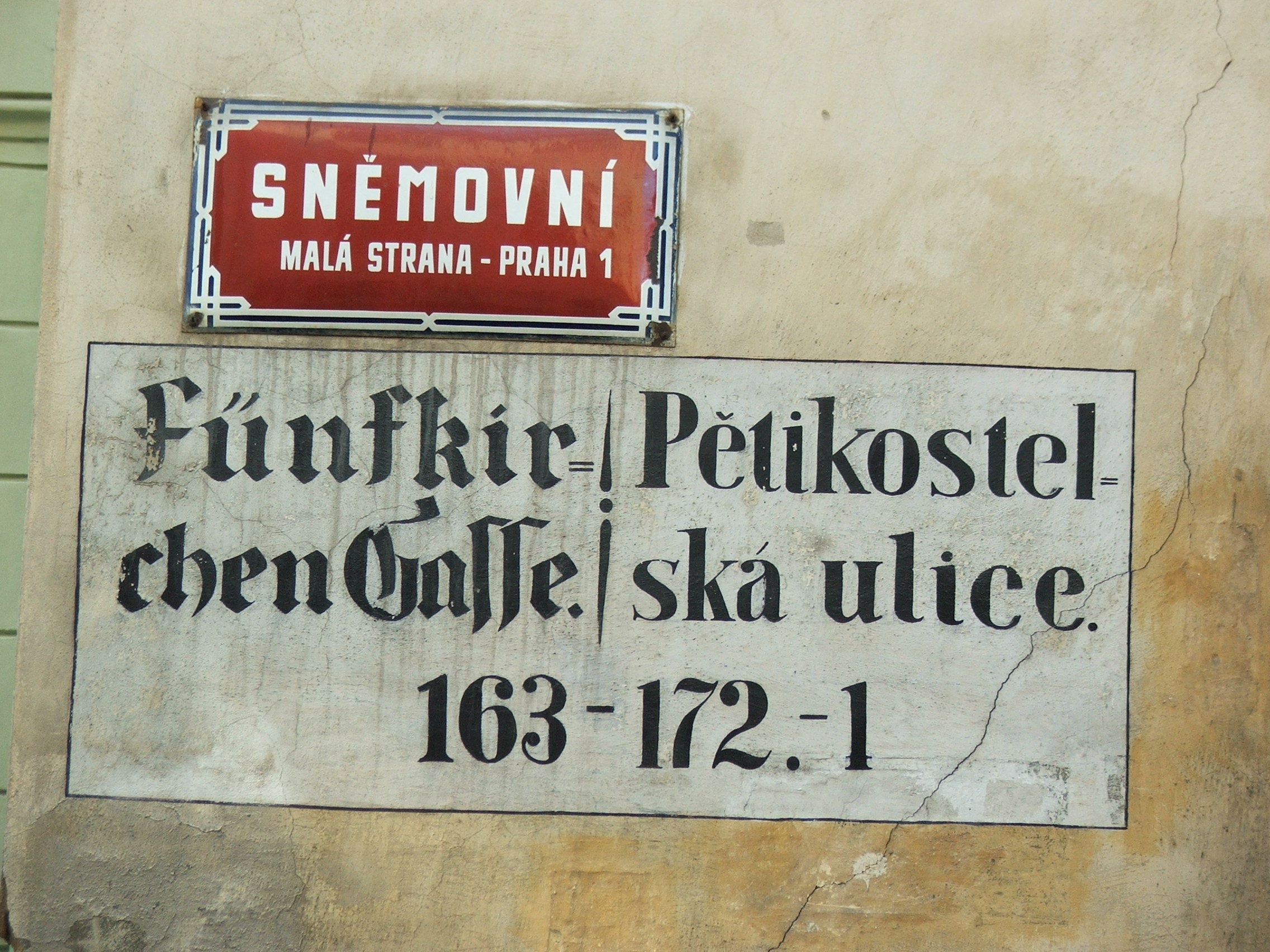
Současný a starší název ulice

Sněmovní ulice byla v severní části součást důležité cesty od západního břehu Vltavy k jižnímu vstupu do Pražského hradu. Tato cesta byla zrušena při úpravách Hradu za Rudolfa II. a končí proto slepě uličkou U Zlaté studně.
Názvy ulice a jejich částí se měnily:
- od 14. století – „Pod valy hradu Pražského“, „Pod valy na skále hradčanské“,
- 18. století – jižní část měla název „Farské náměstí“ nebo „Farský plac“ podle bývalé fary u kostela sv. Václava, severní část měla název „Pětikostelská“ nebo „Pětikostelní“ podle šlechtického rodu Fünfkirchenů, konkrétně osoby účastníka pražské defenestrace v roce 1618 Jana Bernharda z Fünfkirchenu, jenž zde na začátku 17. století vlastnil dům čp. 170,
- od roku 1891 – současný název „Sněmovní“ (v letech 1940–1945 dočasně starší název „Pětikostelní“).

## Budovy, firmy a instituce
- Archiv Poslanecké sněmovny Parlamentu ČR – Sněmovní 1[4]
- Palác Smiřických – nárožní budova s adresami Sněmovní 2, Malostranské náměstí 18 a Thunovská 5[5]
- Kolovratský palác, sídlo Parlamentního institutu – Sněmovní 3[6]
- Thunovský palác – Sněmovní 4 a 6 (Poslanecká sněmovna Parlamentu České republiky)
- Palác Lažanských – Sněmovní 5[7]
- Honorární konzulát Monackého knížectví – Sněmovní 7[8]
- Palác Schützenů – Sněmovní 13[9]
- Dům U Fünfkirchenů – Sněmovní 15[10]